# Frankenau
Frankenau é um município da Alemanha, situado no distrito de Waldeck-Frankenberg, no estado de Hesse. Tem 57,29 km² de área, e sua população em 2019 foi estimada em 2.902 habitantes.